# Vincent Malo
Vincent Malo o Vincent Malo I ( Cambrai 1602 o 1606-Roma, 14 de abril de 1644) fue un pintor flamenco que después de formarse y trabajar en Amberes trabajó principalmente en Italia, donde fue conocido, entre otros, como Vincenzo Malo y Vincenzio Malo. 

## Vida
Malo fue alumno de los principales pintores del barroco flamenco David Teniers el Viejo y Peter Paul Rubens, y le enseñaron el estilo barroco flamenco. Entre 1623 y 1634 trabajó en Amberes. Durante este período fue miembro del Gremio de Amberes de San Lucas. Se casó en Amberes y tuvo un hijo también llamado Vincent en 1629. Su hijo más tarde también se convertiría en pintor y sería conocido como Vincent Malo II.
Se mudó a Génova después de 1634, donde vivió y colaboró con el pintor flamenco Cornelis de Wael, quien desempeñó un papel fundamental en la comunidad flamenca de Génova. Génova era en ese momento un destino atractivo para los artistas, ya que la competencia entre artistas era menos intensa que en los principales centros culturales de Roma, Florencia y Venecia. Génova era una próspera ciudad portuaria donde vivían una gran cantidad de clientes potenciales y coleccionistas. En Génova, Malo completó varios encargos para iglesias y palacios locales.
Malo más tarde viajó a Florencia con su familia y residió y trabajó allí por un tiempo. Luego viajó a Roma, donde murió poco después de su llegada a la edad de 45 años. Su familia regresó a Amberes y en 1652 su hijo fue admitido en el Gremio local de San Lucas como hijo de un maestro.
Isaac Wigans fue su alumno en Amberes y Antonio Maria Vassallo en Génova.

## Combinación de Vincent Malo con otros artistas.

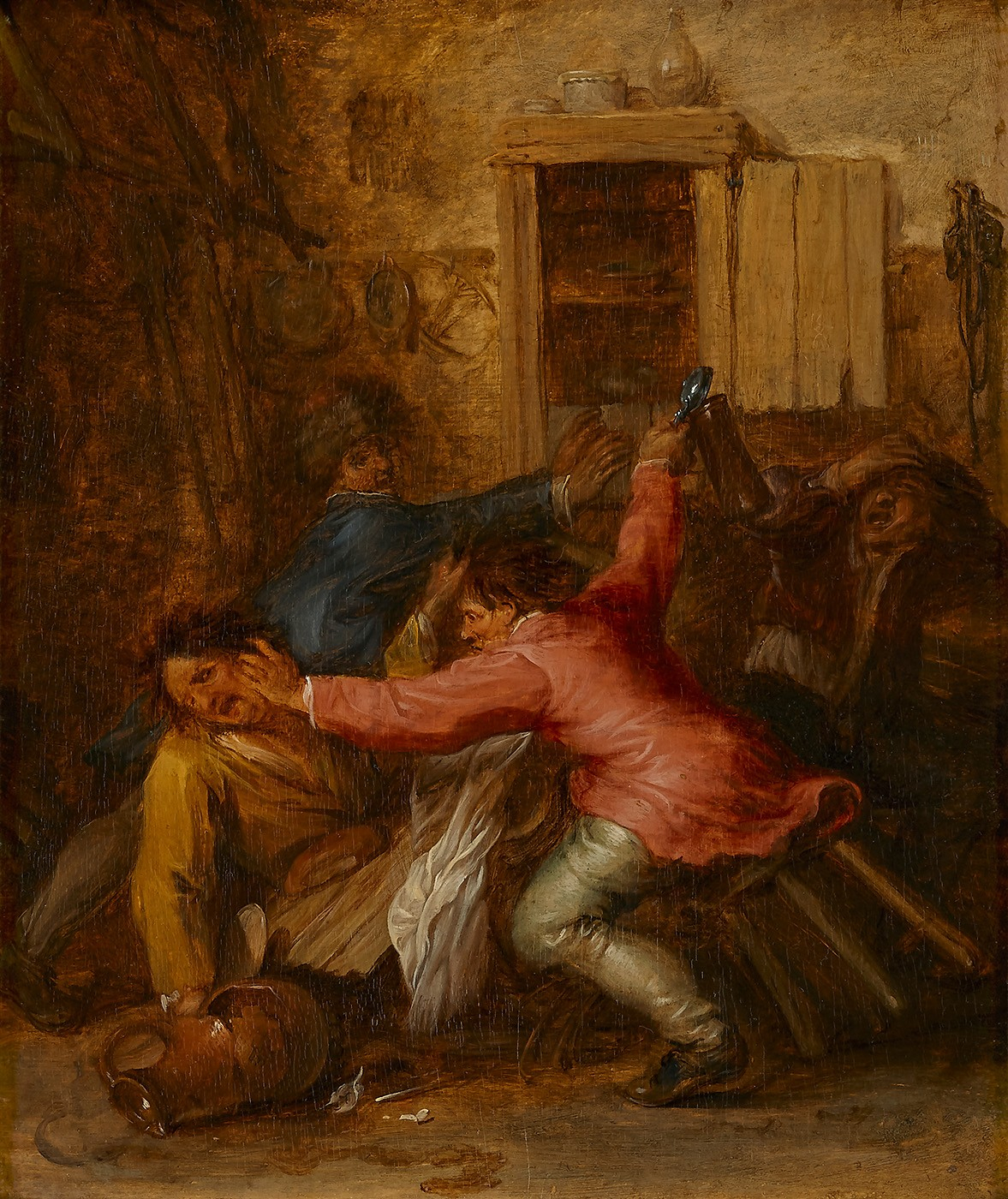
Interior con campesinos luchando a puñetazos

Los detalles de la vida de Vincent Malo son relativamente oscuros y confusos. En 1662, el biógrafo flamenco Cornelis de Bie lo llamó el "Gran Maestro Vincent Malò", quien pintó obras grandes y pequeñas con un gran sentimiento por los tonos de piel. De Bie no especificó fechas para Malo. El primer biógrafo que nombra a Vincenzio Malo es Raffaello Soprani en su publicación de 1768 sobre artistas en Génova Le vite de 'pittori, scultori, ed architetti genovesi . Este libro sigue siendo nuestra principal fuente de información sobre Malo.
Timon Henricus Fokker sugirió en una publicación de 1931 que Vincenzo Malo debería identificarse con el Vincenzo Armanno descrito en el libro de Passeri Vite de pittori, scultori ed architetti: che anno lavorato en Roma, morti dal 1641 fino al 1673. El historiador del arte Didier Bodart ha argumentado en un artículo de 1970 en contra de esta identificación. Ha expresado la opinión de que el Vincenzo Armanno descrito por Passeri debería identificarse con el pintor holandés Herman van Swanevelt. Bodart comparó la biografía de Vincenzo Armanno de Passeri con la de Vincent Malo de Soprani. Llegó a la conclusión de que la falta de similitud entre las vidas de las dos personas descritas en estas biografías demuestra que Armanno y Malo eran dos personas diferentes. Además, algunos datos registrados sobre la vida de van Swanevelt, como sus problemas con el Santo Oficio en Roma y su especialización como paisajista, lo convierten en el candidato más probable para identificarse con Vincenzo Armanno. El asunto de la identidad de Vincenzo Armanno aún no se ha resuelto con certeza. 

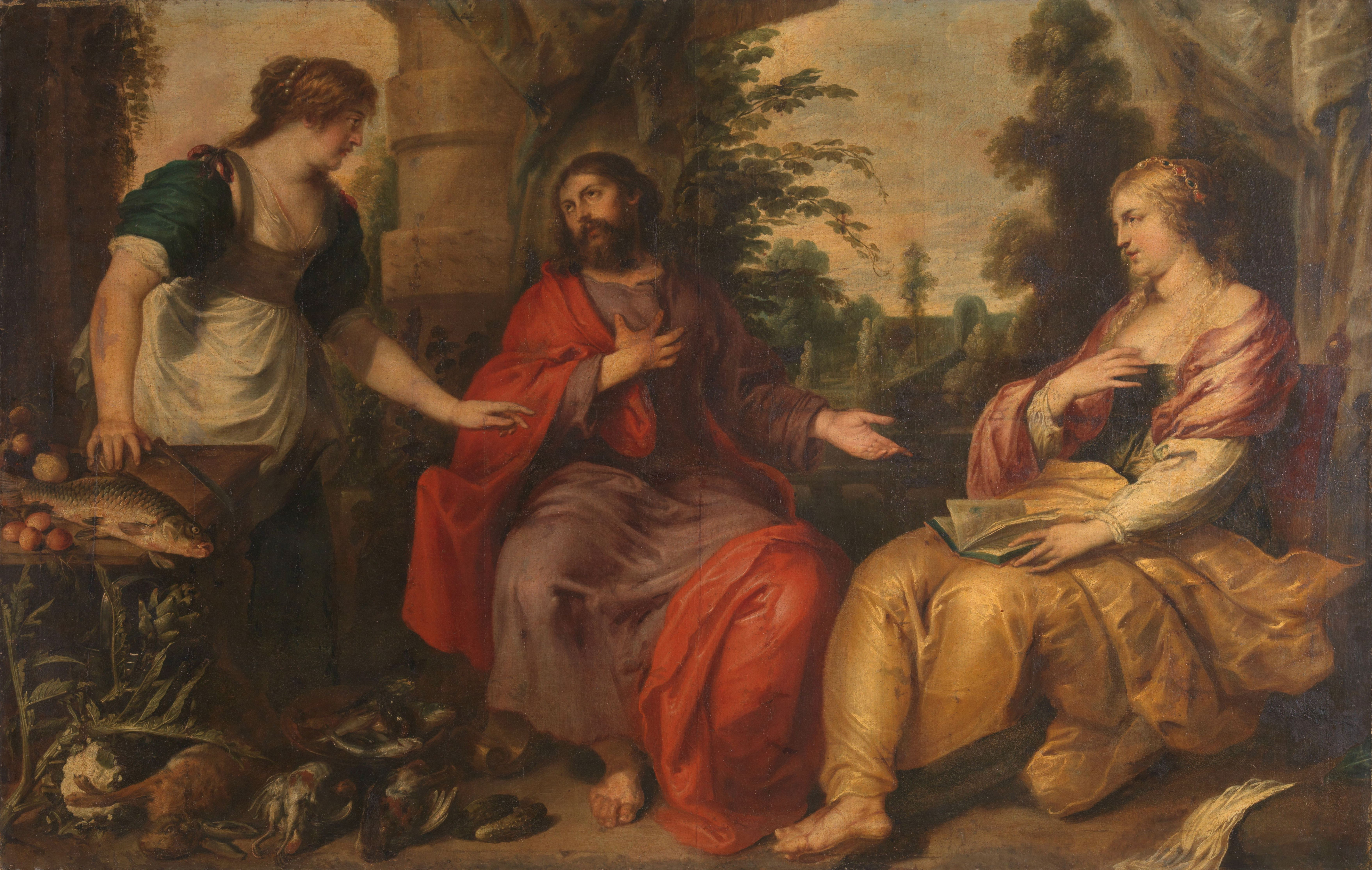
Cristo en casa de Marta y María

Vincent Malo a veces también se ha confundido con el pintor flamenco Vincent Adriaenssen que pasó un tiempo en Roma. De hecho, ambos pintores de ese nombre (Vincent Malo I y Vincent Malo II) habían muerto antes que Vincent Adriaenssen. Hoy se asume que Malo hizo obras religiosas y de género y Adriaenssen pintó escenas de batalla.

## Trabajos
Vincent Malo fue un pintor de escenas de género y de temas religiosos y mitológicos. Las obras de Vincenzo Malo se encuentran en las colecciones de la Academia Ligustica di Belle Arti (Génova), Palazzo Bianco (Génova), Palazzo Colonna (Roma), Galleria Nacional de Parma (Parma), Museos Vaticanos (Roma), Pinacoteca de Brera ( Milán ), el Rijksmuseum ( Ámsterdam ), la Galería de Arte de Indiana University of Pennsylvania ( Indianápolis ). La Colección Real contiene tres pinturas religiosas atribuidas a Malo, pero estas atribuciones no son firmes.

## Otras lecturas
- sn 1997: 'Fiamminghi a Genova 1602-1656', en: BARNES, S. ea 1997: Van Dyck a Genova. Grande pittura y collezionismo, tentoonstellingscatalogus Genua, Palazzo Ducale, Milaan, pp.   352-357.
- BALIS, A. 1993: "Fatto da un mio discepolo": Estudio de práctica de Rubens revisado ", en: Rubens y su taller: el vuelo de Lot y su familia desde Sodoma, tentoonstellingscatalogus, Tokio, pág.   101.
- MARZIA, CG, MASSA, P. (ea) 2003: Anversa & Genova. Een hoogtepunt in de barokschilderkunst, catalog Antwerpen, Gent.
- THIEME, U .; BECKER, F. 1929: Allgemeines Lexikon der bildenden Künstler: von der Antike bis zur Gegenwart. Deel 23, Leipzig, p.   598.
- DUVERGER, E. 1985: Antwerpse kunstinventarissen uit de zeventiende eeuw. Deel 3 en 4, Bruselas, p.   61 (dl. 3), pág.   159 (dl. 4).
- RUTTERI, Maria Grazia, Vincenzo Malo dal manierismo al barocco, 1966.